# Тамале (місто)
Тамале — місто, адміністративний центр Північного регіону Гани з населенням 360 579 тис. осіб (2007), переважно мусульман. Розташований за 600 км на північ від Аккри. Третє за величиною місто в країні (після столиці Аккри та міста Кумасі).

## Географія
Місто розташовано в центрі Північного регіону країни із досить рівним ландшафтом, де середня висота становить 180 м над рівнем моря. Невеликі яри сприяють формуванню сезонних потоків.

### Клімат
Місто знаходиться у зоні, котра характеризується кліматом тропічних саван. Найтепліший місяць — березень із середньою температурою 32.2 °C (90 °F). Найхолодніший місяць — липень, із середньою температурою 26.7 °С (80 °F).
| Клімат Тамале           | Клімат Тамале | Клімат Тамале | Клімат Тамале | Клімат Тамале | Клімат Тамале | Клімат Тамале | Клімат Тамале | Клімат Тамале | Клімат Тамале | Клімат Тамале | Клімат Тамале | Клімат Тамале | Клімат Тамале |
| Показник                | Січ.          | Лют.          | Бер.          | Квіт.         | Трав.         | Черв.         | Лип.          | Серп.         | Вер.          | Жовт.         | Лист.         | Груд.         | Рік           |
| Абсолютний максимум, °C | 39            | 40            | 41            | 40            | 42            | 40            | 42            | 38            | 33            | 36            | 40            | 38            | 42            |
| Середній максимум, °C   | 31            | 33            | 34            | 33            | 31            | 29            | 27            | 27            | 27            | 30            | 31            | 30            | 30            |
| Середня температура, °C | 28            | 31            | 32            | 31            | 30            | 27            | 26            | 26            | 26            | 28            | 29            | 28            | 28            |
| Середній мінімум, °C    | 26            | 28            | 30            | 29            | 27            | 26            | 25            | 25            | 25            | 26            | 26            | 25            | 26            |
| Абсолютний мінімум, °C  | 15            | 18            | 20            | 21            | 20            | 20            | 20            | 20            | 20            | 18            | 11            | 12            | 11            |
| Днів з опадами          | 0             | 0             | 0             | 1             | 4             | 2             | 5             | 7             | 6             | 3             | 0             | 0             | 28            |
| Днів з дощем            | 0             | 0             | 0             | 1             | 4             | 2             | 5             | 6             | 6             | 3             | 0             | 0             | 27            |
| ----------------------- | ------------- | ------------- | ------------- | ------------- | ------------- | ------------- | ------------- | ------------- | ------------- | ------------- | ------------- | ------------- | ------------- |
| Джерело: Weatherbase    |               |               |               |               |               |               |               |               |               |               |               |               |               |

## Міста-побратими
Тамале має такі міста-побратими:
| Місто              | Країна       | Дата | Джерело |
| ------------------ | ------------ | ---- | ------- |
| Луїсвілл, Кентуккі | США          | 1979 | [ 2 ]   |
| Фада-Нґурма        | Буркіна-Фасо | 2003 | [ 3 ]   |
| Ніамей             | Нігер        | 2007 | [ 4 ]   |